# 瓦形掠蛛
瓦形掠蛛（学名：Drassodes tegulatus）为平腹蛛科掠蛛属的动物。在中国大陆，分布于青海等地，常生活于草丛的石隙间或石块下。该物种的模式产地在青海。